# Рябченко, Сергей Михайлович
Сергей Михайлович Рябченко (род. 22 октября 1940, Днепропетровск, Украинская ССР) — советский и украинский физик, доктор физико-математических наук, профессор, член-корреспондент НАН Украины, заведующий отделом физики магнитных явлений Института физики НАН Украины, лауреат Государственной премии Украины; народный депутат СССР, заместитель председателя комитета Верховного Совета СССР по науке и технологиям (1989—1991 гг.), первый председатель Комитета по научно-техническому прогрессу при Кабинете Министров Украины, впоследствии — председатель Государственного комитета Украины по вопросам науки и технологий (1991—1995 гг.)

## Биография
Сергей Михайлович Рябченко родился 22 октября 1940 года в Днепропетровске, Украина, в семье Рябченко Михаила Ивановича, инженера-строителя, и Рябченко Елизаветы Васильевны, учительницы математики. Закончил физический факультет Днепропетровского государственного университета (1962 г.) и в 1963 г. поступил, а в 1966 г. окончил аспирантуру в Институте физики НАН Украины (Киев). Научный руководитель — академик АН Украины А. Ф. Прихотько. В 1968 г. защитил кандидатскую диссертацию по исследованиям спин-спиновых взаимодействий в кристаллах методом электронного парамагнитного резонанса. В 1977 г. защитил докторскую диссертацию по исследованиям магнитных резонансов в квазидвумерных кристаллах. В 1966-67 г. им, совместно с сотрудниками его научной группы было впервые обнаружено и объяснено гигантское спиновое расщепление экситонных спектров в магнитосмешанных (разбавленных магнитных) полупроводниках. В 1987 году присуждено звание профессора. В 1991 году С. М. Рябченко в составе авторской группы была присуждена Государственная премия Украины за цикл работ по обнаружению и исследованию новых типов резонансных структур и магнитоупругих аномалий в низкоразмерных антиферомагнетиках. В 1992 году избран членом-корреспондентом НАН Украины по специальности «физика магнитных явлений». В 1997 году Сергею Михайловичу было присуждено звание Заслуженного деятеля науки и техники Украины.
В 1989 году С. М. Рябченко был избран народным депутатом СССР по Московскому избирательному округу г. Киева, а далее, на съезде народных депутатов, был избран в состав Верховного совета СССР. В Верховном Совете Сергей Михайлович входил в состав Межрегиональной депутатской группы. Он был заместителем председателя комитета Верховного Совета СССР по науке и технологиям. В 1991 году он стал первым председателем Комитета по научно-техническому прогрессу Кабинета Министров Украины, впоследствии — председателем Государственного комитета Украины по вопросам науки и технологий. С 1995 г. Сергей Михайлович вернулся в Институт физики НАН Украины.

## Премии, почётные звания, членство в научных обществах, гранты
В 1992 году — Государственная премия Украины в области науки и техники.
В 1992 году избран членом-корреспондентом НАН Украины.
С 1992 года член Украинского физического общества, 1998—2002 гг. — президент Украинского физического общества.
В 1997 - Заслуженный деятель науки и техники Украины.
В 1996—2002 гг. — член Американского физического общества.
С 1999 г. член Британского физического общества (Institute of Physics (UK)).
С 1994 по 2006 год — участник 4-х грантов ИНТАС (в 2-х руководитель киевской команды).
В 1996 году — руководитель киевской команды по гранту CRDF.
В 2006 - Почетная грамота Верховного совета Украины
Отмечен ведомственными наградами НАН Украины: Нагрудными знаками "За научные достижения" и "За подготовку научной смены".
Участник грантов НАТО, грантов за межгосударственным научным сотрудничеством Украины с Францией, Польшей, участник (в некоторых случаях руководитель) грантов Государственного фонда фундаментальных исследований Украины.

## Публикации
Сергей Михайлович является автором и соавтором более 170 научных статей в профессиональных научных изданиях, докладчиком, в том числе приглашенным, на ряде украинских и международных конференций. Он является одним из редакторов по вопросам физики конденсированного состояния Центрально-Европейского физического журнала, членом редколлегии Украинского физического журнала, приглашается рецензентом для ряда украинских и зарубежных физических журналов.
- B. Koenig I.A.Merkulov D.R.Yakovlev W.Ossau . S.M.Ryabchenko, M. Kutrowski, T.Wojtowicz, G.Karczewski, and J. Kossut, «Energy transfer from photocarriers into the magnetic ion system mediated by a two-dimensional electron gas in (Cd,Mn)Te/(Cd,Mg)Te quantum wells», Phys.Rev.B, v.61, 16870 (2000)
- S.M.Ryabchenko, Yu.G.Semenov, A.V.Komarov, T. Wojtowicz, G.Cywiński, J.Kossut, «Optical polarization anisotropy of quantum wells induced by a cubic anisotropy of the host material», Physica E: Low-dimensional Systems and Nanostructures, v.13, 24 (2002)
- S.M.Ryabchenko, Yu.V.Fedotov, E.A. Pashitskii, A.V. Semenov, V.I. Vakaryuk, V.S. Flis, V.M.Pan, «Magnetic field dependence of critical current density for thin epitaxial HTS YBa2Cu3O7-δ films with low-angle dislocation domain boundaries», Physica C, v.372-376, 1091 (2002)
- Y. G. Semenov, S.M.Ryabchenko, «Effects of photoluminescence polarization in semiconductor quantum wells subjected to an in-plane magnetic field», Phys. Rev. B, v.68, p. 045322 (2003)
- D. L. Lyfar, S.M.Ryabchenko, V. N. Krivoruchko, S. I. Khartsev, A. M. Grishin, «Microwave absorption in a thin La0.7Sr0.3MnO3 film: Manifestation of colossal magnetoresistance», Phys. Rev. B, v.69, 100409(R) (2004)
- V. E. Koronovskyy, S. M. Ryabchenko, V. F. Kovalenko, «Electromagneto-optical effects on local areas of a ferrite-garnet film», Phys. Rev. B, v.71, 172402 (2005)
- O.V. Bondar, V.M.Kalita, A.F.Lozenko, D.L.Lyfar, S.M. Ryabchenko, P.O. Trotsenko, I.A.Danilenko, «Studies of magnetostatic and magnetoresonance properties of La Sr MnO nanopowders», Ukr. J. Phys., v.50, 823 (2005)
- V.M.Kalita, A.F.Lozenko, S.M.Ryabchenko, P.O.Trotsenko, O.V.Shypil, A.M.Pogorilyj, «Wide temperature range study of multilayer Fe/Au/Tb films», J. Appl. Phys. v. 99, 08C904 (2006)
- A.I. Tovstolytkin, A.M. Pogorily, D.I. Podyalovskii, V.M. Kalita, A.F. Lozenko, P.O. Trotsenko, S.M. Ryabchenko, A.G. Belous, O.I. V’yunov, O.Z. Yanchevskii, "Vacancy-induced enhancement of magnetic interactions in «Ca, Na…-doped lanthanum manganites», J. Appl. Phys., v.102, 063902 (2007)
- A. A. Timopheev, V. M. Kalita, and S. M. Ryabchenko "Simulation of the magnetization reversal of an ensemble of single-domain particles in measurements with a continuous sweep of the magnetic field or temperature " Low Temp. Phys. v. 34, 446 (2008)
- V. Yu. Ivanov, M. Godlewski, D. R. Yakovlev, M. K. Kneip, M. Bayer, S. M. Ryabchenko, A. Waag, «Optically detected magnetic resonance in (Zn,Mn)Se/(Zn,Be)Se quantum wells», Phys. Rev. B, v.78, 085322 (2008)